# 타슈켄트-사마르칸트 고속철도
타슈켄트-사마르칸트 고속철도는 우즈베키스탄의 양대 도시인 타슈켄트와 사마르칸트를 잇는, 길이 600km의 고속철도 노선으로, 타슈켄트주, 시르다리야주, 지자흐주, 사마르칸트주를 통과한다. 노선에는 아프로시욥(Afrosiyob)이라는 운행 계통명을 가진 고속철도가 매일 운행한다.

## 개요
2015년 8월 22일, 최고 속도 160km/h의 남부 도시 카르시행 연장선이 개통하였으며, 2016년 8월 25일에는 부하라까지 가는 연장선이 개통하여, 사마르칸트로부터 256 km에 달하는 구간의 현대화 공사의 마침표를 찍었다. 타슈켄트부터 부하라까지의 총 노선 길이는 600 km로, 기존에 7시간이 걸리던 거리를 3시간 20분 만에 주파한다.

## 역사

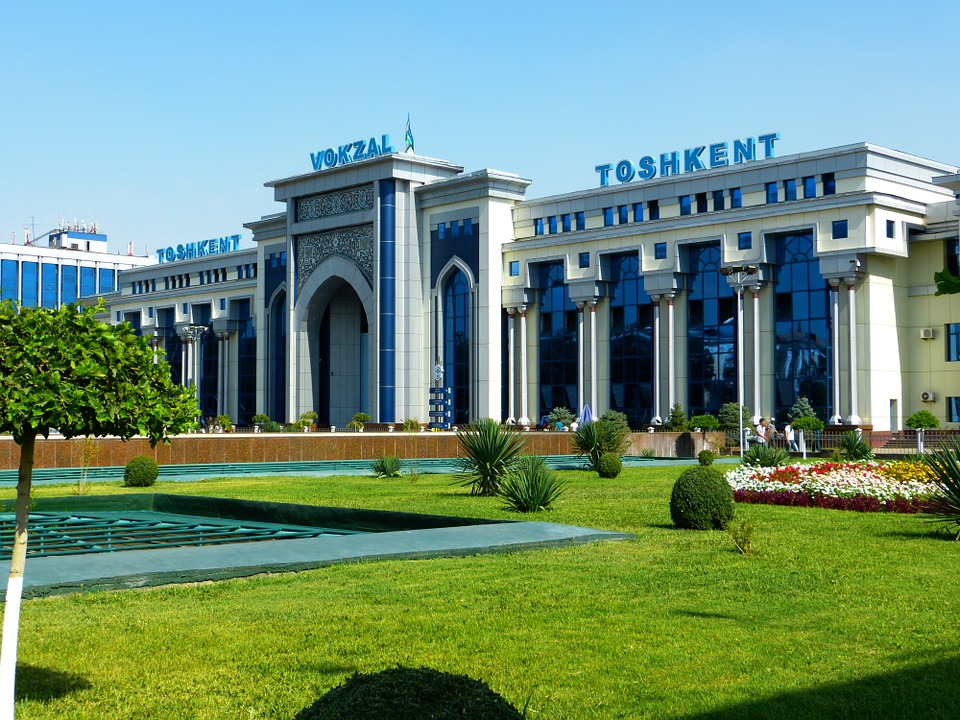
타슈켄트 중앙 철도역

2011년 3월 11일, 총 건설비로 약 7천만 달러를 사용하여, 공사가 시작되었다. 고속철도 공사에는 새 선로 건설, 기존 선로 개량, 현대식 신호 체계 도입이 포함되어 있었다. 고속철도 운영이 가능한 새 선로 건설에 더해, 부하라와 히바에는 저속 철도가 새로 건설되었다. 건설된 고속철도의 총 길이는 344 km로, 최고 운행 속도는 250 km/h이며, 타슈켄트부터 사마르칸트까지 약 2시간이 걸렸다. 당초 2011년 9월 경 운행을 개시할 예정이었지만, 예상과 달리 지연되었다.

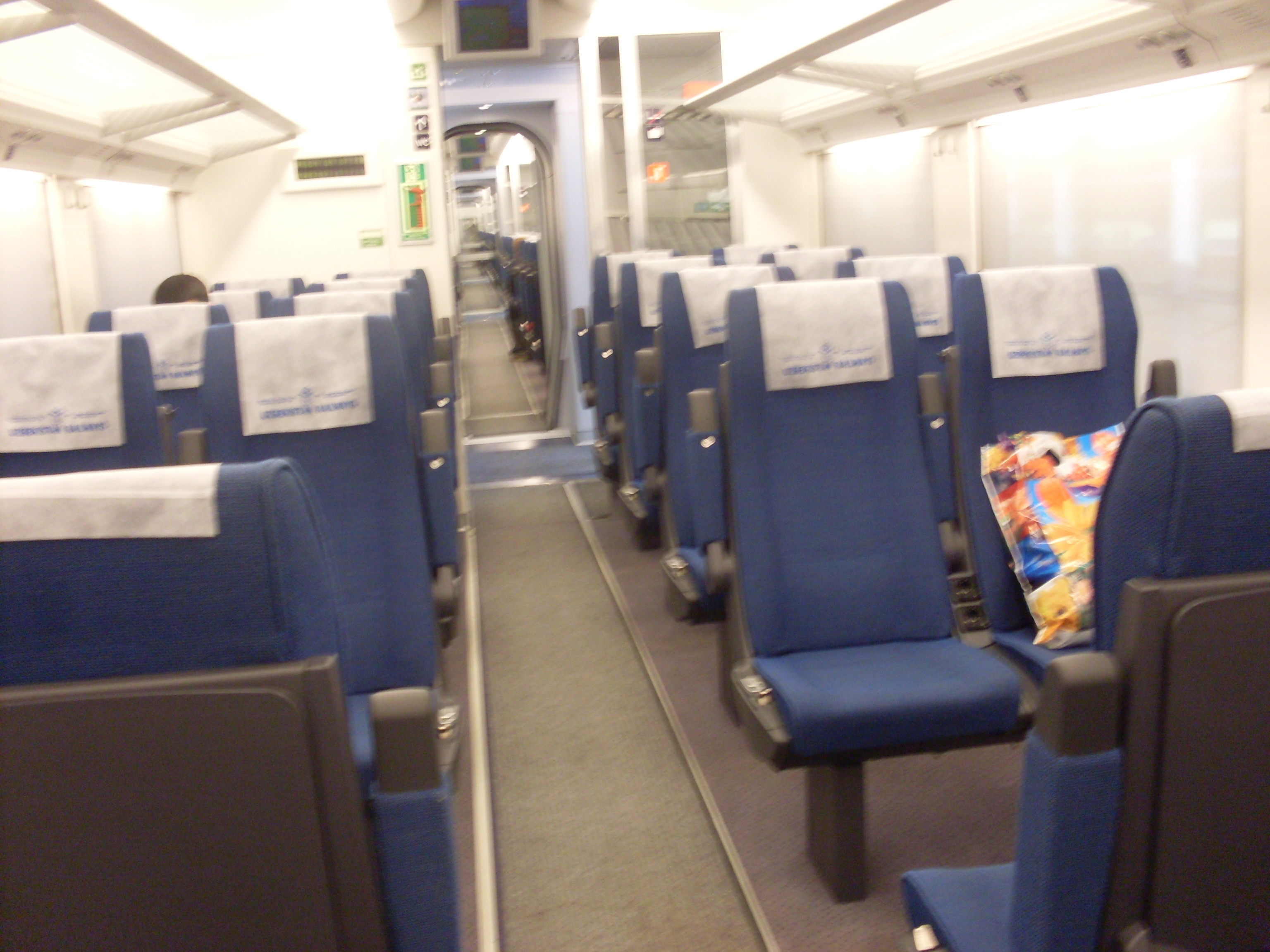
아프로시욥 열차 내부

2009년 11월, 탈고에 3800만 유로로 고속철도에서 사용하기 위한 열차 2편성을 발주하였다. 발주 비용은 우즈베키스탄 철도와 우즈베키스탄 재건 채권이 나눠 부담하였다. 각 편성에는 동력차 2칸, 승객차 8칸과 식당칸이 있었으며, 257명을 태울 수 있었다. 완성된 운행 열차 탈고 250 중 첫 번째 편성은 2011년 7월 22일 타슈켄트에 도착했으며,  두 번째 편성은 같은 해 12월 9일에 타슈켄트에 도착했다.. 2011년 8월 26일에는 먼저 도착한 편성이 타슈켄트에서 사마르칸트까지 시험 운행을 진행하였다. 2017년에는 추가로 두 편성이 더 도입되었다.
2011년 10월 8일, '아프로시욥'이라는 상표를 달고 상업 운행이 시작되었다. 운행 초기에는 운행 시간이 2시간 반을 넘겼었으나, 2013년 2월 10일부터 2시간 8분으로 단축되었다.
열차 운행 빈도는 2012년 1월 1주일에 5번까지 늘었고, 2012년 2월 13일에는 매일 운행하기 시작하였다.

### 연장
고속철도는 우즈베키스탄 비단길을 완성하기 위해 우르겐치를 거쳐 히바까지 연장될 예정이다. 2018년 12월에는 우르겐치와 히바를 연결하는 30 km 길이의 철도가 건설되었으며, 부하라와 우르겐치 사이 구간은 2021년 완공 예정이었으나, 2022년 2월 기준 아직 공사가 이루어지고 있다. 완공될 경우, 타슈켄트부터 히바까지의 운행 시간은 7시간이 될 것으로 예상하고 있다.
2022년 가을부터 고속철도의 운행을 위해, 부하라에서 우르겐치를 거쳐 히바로 가는 452 km 노선의 전철화 공사가 시작되었다.

## 운행 구간
- 타슈켄트-사마르칸트-나보이-부하라
- 타슈켄트-사마르칸트-카르시